# 鍾慧寧
鍾慧寧（英語：Chung Wai Ling ；1971年6月15日—2014年7月17日），暱稱「肥豹」，香港藝人，1993年參加《亞洲小姐競選》晉身決賽十強，由此投身演藝界工作，1994年開始擔任亞洲電視的《今日睇真D》節目主持；
2003年，鍾慧寧因受控制情緒病問題而破產後，被迫退出娛樂圈，2004年與前亞視節目監製馮永泉結婚。2014年7月17日，鍾慧寧疑因受情緒病而影響，在其青衣住所內喪生的留下遺書後，於長安邨墮樓身亡，終年43歲。
此外，她是極少數從未效力過無線電視的亞洲電視女藝人。

## 生平
鍾慧寧出生於香港，1983年畢業於香港布廠商會公學(HK Weaving Mills Association Primary School)。
1993年為參加《亞洲小姐競選》，於準決賽得到第五名而順利晉身決賽十強，由此成為亞洲電視的合約藝員。1994年獲邀擔任《今日睇真D》節目主持，負責於錄影廠主持及外景採訪工作，因其外型高大圓潤而被稱為「肥豹」，憑靈活爽朗的表現打開了知名度，該節目其後於2000年以後結束。
進入2000年代中期，鍾慧寧在亞洲電視的工作量因此而減少，曾自行接洽工作維持生計，因此遭亞洲電視管理層警告，後於2003年不獲亞視續約，疑受到打擊並患上受情緒病困擾；
2004年，鍾慧寧與前節目監製馮永泉結婚並淡出娛樂圈，而受到情緒病困擾，需接受藥物治療及定期覆診，更曾經兩度入住精神病院，最後一次公開露面是在2014年3月《今日睇真D》台前幕後聚會。
2014年7月17日，鍾慧寧於海欣花園住所留下遺書，表示因受到情緒病困擾多年而厭世，並向丈夫道別，當天中午12時被發現從青衣長安邨高處墮下身亡。2015年2月10日，鍾慧寧丈夫馮永泉因肺炎與併發症去世。

## 演出作品

### 綜藝節目
- 阿琴與阿基（1993年）
- 港日好友大比拼（1994年）
- 今日睇真D（1994－2000年）
- 真系乜都有（1995年）
- 台慶323（1995年）
- 完全鬥智齊奪寶（1995年）
- 今日愛心睇真D（1996年）
- 菩提仁美顯愛心（1996年）
- 一個台慶頒獎典禮（1997年）
- 九七亞洲小姐日本開心假期（1996年）
- 今日愛心睇真D（1998年）
- 廣告大賞（1999年）
- 永安旅遊真正旅遊世界之雲南（1999年）
- 真相大追蹤（2000年）

### 電視劇
- 少林義士洪熙官（1994年，麗妃）
- 肥貓正傳II（1999年，張楓）
- 寶島春夢（2000年，李夫人）
- 影城大亨（2000年，徐淑嫻）
- 電視風雲（2000年，洪小小）
- 縱橫天下（2001年，Debby）
- 騷東坡（2001年，蘇程氏）
- 親子情未了（2001年，芳）
- 大地遺孤（2001年，楊淑芳／袁淑蘭）
- 女俠丁叮噹（2002年，太后（青年））
- 賭海迷途（2004年）（香港電台電視劇）

### 廣告
- 東莞樟木頭萬豪花園
- 新世界PC009
- 丹華牛仔褲
- 海馬牌寢室系列
- 永安百貨公司
- 遠東噴射船
- 福臨火鍋海鮮酒家
- 海馬軒琴居家私
- 99香港地方街道圖
- 百樂牌原子筆
- 駿景火鍋海鮮酒家
- 粵港汽車
- 冰雕展覽
- 純金標誌

## 資料來源
1. ↑  . 蘋果日報. 2014-07-24  [2020-05-30]. （原始内容存档于2014-08-27） （中文）.
2. ↑  . 香港布廠商會公學. 2014-07-25  [2020-10-29]. 原始内容存档于2020-10-29.
3. ↑  . 晴報. 2020-03-25  [2020-05-30]. （原始内容存档于2020-05-30） （中文）.
4. ↑  . 澳門日報. 2014-07-28  [2020-05-30]. （原始内容存档于2020-05-30） （中文）.
5. ↑  . 香港經濟日報. 2018-07-02  [2020-05-30]. （原始内容存档于2019-12-15） （中文）.
6. ↑  . 蘋果日報. 2014-07-24  [2020-05-30]. （原始内容存档于2014-07-28） （中文）.
7. ↑  . 明報. 2014-07-25  [2020-05-30]. （原始内容存档于2019-08-26） （中文）.
8. ↑  . 明報. 2015-02-11  [2020-05-30]. （原始内容存档于2020-05-30） （中文）.

## 外部連結
- .   [2014年7月25日]. （原始内容存档于2014年8月27日）.